# Maialino da latte
Un maialino da latte (più tecnicamente "lattonzolo") è un piccolo di maiale allattato con il latte materno. In cucina, viene macellato tra i due e i sei mesi di età. Solitamente viene cucinato intero, spesso arrosto, per occasioni speciali.
La carne del maialino è pallida e tenera, mentre la pelle cotta è croccante e può essere usata per fare crostini di maiale. La carne può avere una consistenza leggermente gelatinosa a causa del collagene presente nei giovani maiali.

## Porceddu
Il porceddu è un piatto tipico della Sardegna realizzato con maialini da latte.

## Lechon
In Spagna e Portogallo, è conosciuto come lechón (spagnolo) o leitão (portoghese).
Il lechón (in spagnolo) o leitão (in portoghese) è un piatto a base di maiale diffuso in svariate regioni del mondo, in particolare nella Spagna, Portogallo e in altri paesi latini e nelle Filippine. Consiste in un maiale intero arrostito lentamente sul carbone oppure sul legno. La parola lechón deriva dal termine spagnolo leche (leitão del termine portoghese leite), che significa latte. Il vocabolo si riferisce infatti al maiale da latte utilizzato per la preparazione di questo piatto. Tale pietanza è tipica della cucina filippina, cubana, portoricana, dominicana e di altre nazioni dell'America Latina.
Nelle Filippine si è diffuso a tal punto da essere considerato uno dei piatti nazionale del paese, con la città di Cebu riconosciuta dal cuoco statunitense Anthony Bourdain come migliore produttrice di carne di maiale. È inoltre uno dei piatti nazionali di Porto Rico. Più recentemente, in molti paesi dell'America Latina, il maiale da latte di giovane età è stato sostituito da esemplari adulti di stazza media.
In diverse regioni, il lechón è cucinato tutto l'anno per occasioni speciali, come feste oppure sagre. Dopo la stagionatura, il maiale viene sventrato e cotto per intero, infilato in uno spiedo che viene lentamente fatto ruotare sopra una fossa foderata di braci ardenti. Il processo di cottura rende solitamente la pelle croccante, mentre la carne all'interno risulta più tenera. Il sapore è stato descritto come piuttosto delicato. Il contrasto di consistenza tra l'esterno croccante e l'interno tenero è la caratteristica distintiva di questo piatto.

## Galleria d'immagini

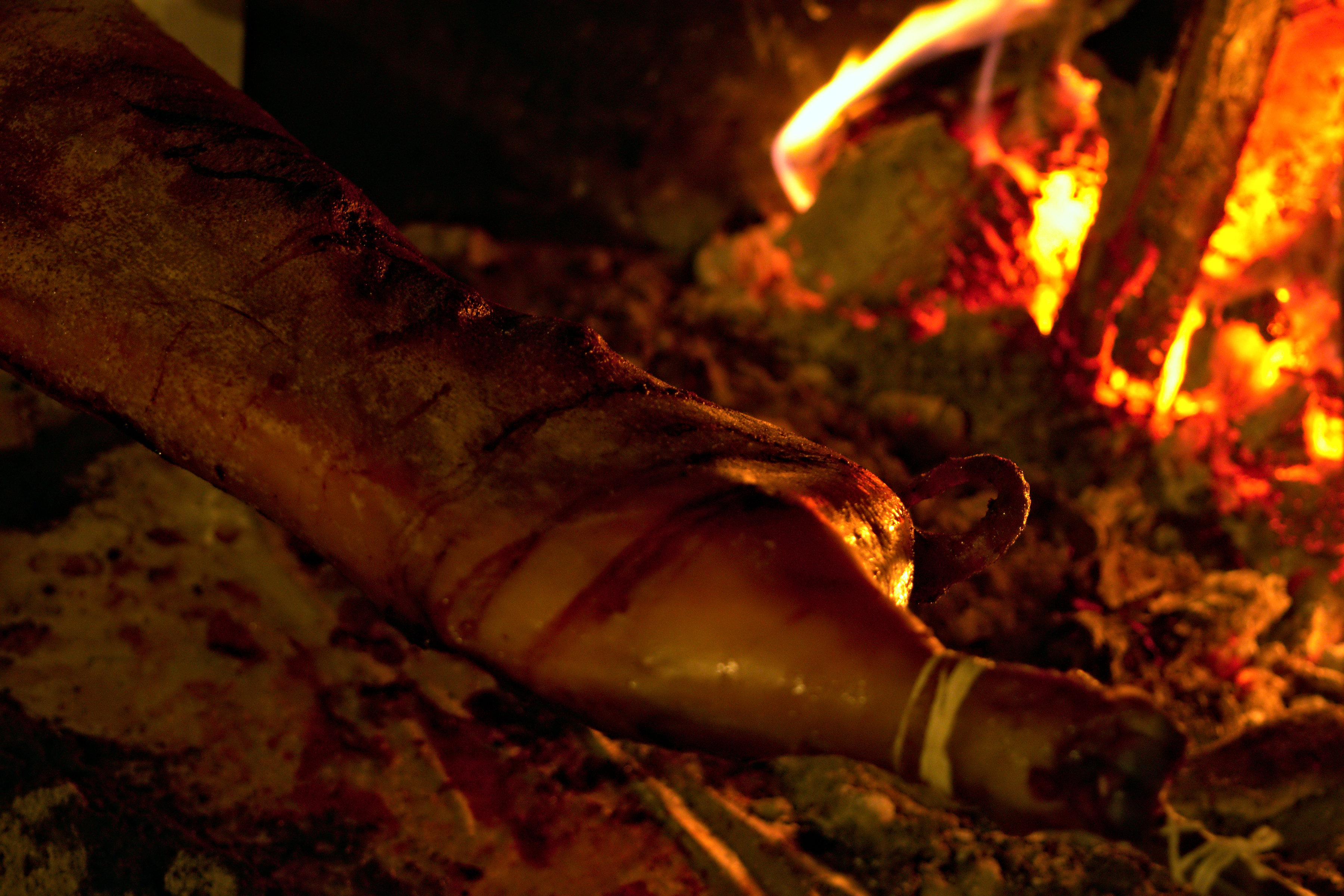
Porceddu sardo.
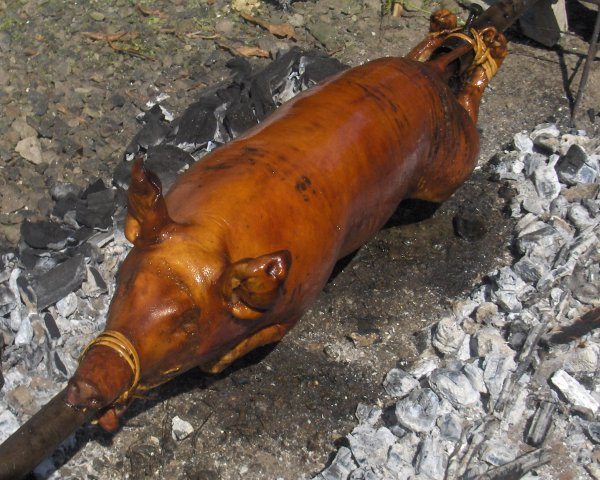
Un maiale arrosto nella città di Cadiz, Filippine.
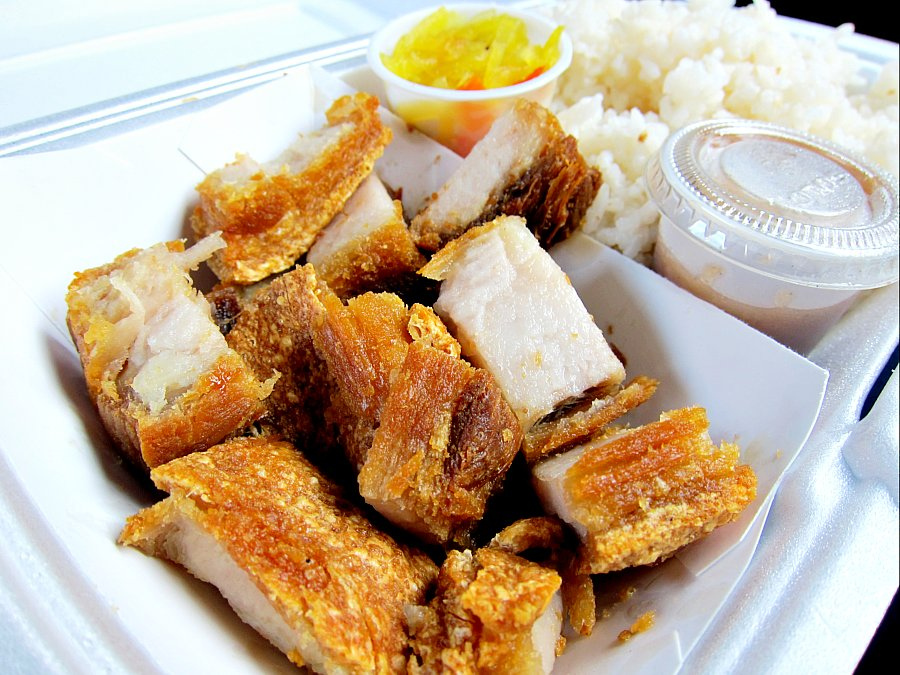
Una variante di lechón, chiamato lechon kawali, in vendita a Los Angeles, California